# 呂品韜
呂品韜（Pan-To Barton Lui，1993年4月8日—），香港男子短道速滑運動員，他是唯一一名代表香港出戰2014年冬季奧運會的運動員。
呂品韜大學就讀於香港公開大學（已更名為香港都會大學）。

## 生平
呂品韜出生於香港，並在10歲時開始滑冰。他畢業於國際基督教優質音樂中學暨小學。少年時，他曾在溫哥華接受短道速滑訓練，就读于灰角中学，後在10年級時返回香港。2008年9月入選香港隊，並開始參與國際賽。但由於香港沒有標準速滑場，他需不時到長春、哈爾濱和首爾等地受訓。同時，由於香港政府對短道速滑缺乏資助，他和其家人不時需自資訓練費用。據報導，單是在首爾的訓練就需要過萬元，冰鞋則要二萬元之多。呂品韜從2012年開始獲香港體育學院資格，每年可以得到54,570元資助，不過所有參賽設備都需要自費。

### 索契冬奧
2013年11月，呂品韜在世界盃意大利站和世界盃俄羅斯站分別以2:15.111及2:27.969的成績獲得參加短道速滑1500米項目的奧運資格。他除了是唯一一名代表香港參賽的運動員外，也是香港首名參加冬季奧運會的男子運動員。結果，吕品韜於預賽小組賽中排名第五，無緣晉級下一回合。
呂品韜在2014年索契冬奧後，在接受商業電台的訪問中，發表言論表示不滿隊醫未能隨團，引起軒然大波。教練呂碩說，呂品韜眼見到幾乎所有參賽對手都有隊醫照料，唯獨自己沒有，心情難免受影響。團長王敏超與秘書長彭二人接受商台《在晴朗的一天出發》電話訪問時，批評同行的滑冰聯盟主席葉小燕職能「不知道是幹甚麼」，又暗指呂品韜自己成績不理想卻諉過於人，滑冰聯盟隨即發聲明批評王敏超的講法「有失風度」。

## 個人成績
| 距離   | 國家   | 城市     | 日期           | 時間     |
| ------ | ------ | -------- | -------------- | -------- |
| 500米  | 俄羅斯 | 科洛姆納 | 2013年11月14日 | 41.771   |
| 1000米 | 中国   | 上海     | 2013年9月27日  | 1:28.268 |
| 1500米 | 義大利 | 都靈     | 2013年11月9日  | 2:15.111 |

## 資料來源
1. ↑  港冬奥唯一选手吕品韬 （页面存档备份，存于），亚太日报，2014年2月12日
2. 1 2  .   [2021-01-16]. （原始内容存档于2018-11-18）.
3. ↑  "Skater Barton Lui first Hong Kong man to compete at Winter Olympics" （页面存档备份，存于） 《南華早報》 2014 1 12
4. ↑  .   [2014-01-29]. （原始内容存档于2018-09-29）.
5. 1 2 3  "呂品韜花「天文數字」入冬奧" （页面存档备份，存于） 《蘋果日報》 2013 11 27
6. ↑  . 蘋果日報. 2014年2月13日  [2014年2月13日]. （原始内容存档于2015年6月6日）.
7. ↑  .   [2014-01-29]. （原始内容存档于2014-10-08）.
8. ↑  .   [2014-02-10]. （原始内容存档于2018-10-06）.
9. ↑  . 明報. 2014年2月13日  [2014年2月13日]. （原始内容存档于2018年11月18日）.